# Liga dos Campeões da UEFA de 2019–20
A Liga dos Campeões da UEFA de 2019–20 foi a 65ª edição da Liga dos Campeões da UEFA, a maior competição de clubes europeus organizada pela UEFA. A final seria disputada no Estádio Olímpico Atatürk em Istambul na Turquia, mas devido à Pandemia de COVID-19, foi  disputada no Estádio da Luz, em Lisboa.
O campeão ganhará o direito de disputar a Supercopa da UEFA de 2020 contra o campeão da Liga Europa da UEFA de 2019–20. Também se classificará para representar a Europa na Copa do Mundo de Clubes da FIFA de 2020.
O árbitro assistente de vídeo (VAR) foi utilizado a partir da fase de play-off em diante.
O Liverpool era o detentor do título, porém foi eliminado nas oitavas de final pelo Atlético de Madrid.
A competição foi suspensa durante as oitavas de final devido a Pandemia de COVID-19 na Europa. A final, originalmente prevista para 30 de maio de 2020, foi adiada oficialmente para 23 de agosto de 2020.
Em 17 de junho de 2020 a UEFA determinou que as quartas de final, semifinais e finais seriam disputadas em Portugal em agosto de 2020.
O Bayern de Munique sagrou se campeão após derrotar o Paris Saint-Germain por 1–0. Foi a sexta conquista do clube, sendo o primeiro campeão do torneio com 100% de aproveitamento.

## Distribuição de vagas e qualificação
Um total de 79 equipes das 54 de 55 associações filiadas a UEFA participam da edição 2019–20 da Liga dos Campeões (a exceção é Liechtenstein, que não organiza um campeonato local). O ranking das associações é baseado no Coeficiente do país que é usado para determinar o número de participantes de cada associação.
- Associações 1–4 qualificam quatro equipas de cada.
- Associações 5–6 qualificam três equipas de cada.
- Associações 7–15 qualificam duas equipas de cada.
- Associações 16–55 (exceto Liechtenstein) qualificam uma equipa cada.
- Aos vencedores da Liga dos Campeões da UEFA de 2018–19 e Liga Europa da UEFA de 2018–19 são dadas a cada um uma entrada adicional se não se qualificarem através da sua liga nacional.

### Ranking das associações
Para a edição de 2019–20, as associações foram alocadas seguindo o coeficiente do país, o qual é determinado pela performance nas competições europeias entre as temporadas de 2013–14 a 2017–18.
| Pos. | Associações     | Coef.   | Equipes |
| ---- | --------------- | ------- | ------- |
| 1    | Espanha         | 106.998 | 4       |
| 2    | Inglaterra      | 79.605  | 4       |
| 3    | Itália          | 76.249  | 4       |
| 4    | Alemanha        | 71.427  | 4       |
| 5    | França          | 56.415  | 3       |
| 6    | Rússia          | 53.382  | 3       |
| 7    | Portugal        | 47.248  | 2       |
| 8    | Ucrânia         | 41.133  | 2       |
| 9    | Bélgica         | 38.500  | 2       |
| 10   | Turquia         | 35.800  | 2       |
| 11   | Áustria         | 32.850  | 2       |
| 12   | Suíça           | 30.200  | 2       |
| 13   | República Checa | 30.175  | 2       |
| 14   | Países Baixos   | 29.749  | 2       |
| 15   | Grécia          | 28.600  | 2       |
| 16   | Croácia         | 26.000  | 1       |
| 17   | Dinamarca       | 25.950  | 1       |
| 18   | Israel          | 21.750  | 1       |
| 19   | Chipre          | 21.550  | 1       |

| Pos. | Associações        | Coef.  | Equipes |
| ---- | ------------------ | ------ | ------- |
| 20   | Romênia            | 20.450 | 1       |
| 21   | Polônia            | 20.125 | 1       |
| 22   | Suécia             | 19.975 | 1       |
| 23   | Azerbaijão         | 19.125 | 1       |
| 23   | Bulgária           | 19.125 | 1       |
| 25   | Sérvia             | 18.750 | 1       |
| 26   | Escócia            | 18.625 | 1       |
| 26   | Bielorrússia       | 18.625 | 1       |
| 28   | Cazaquistão        | 18.125 | 1       |
| 29   | Noruega            | 17.425 | 1       |
| 30   | Eslovênia          | 14.500 | 1       |
| 31   | Liechtenstein      | 13.000 | 0       |
| 32   | Eslováquia         | 12.125 | 1       |
| 33   | Moldávia           | 10.000 | 1       |
| 34   | Albânia            | 8.500  | 1       |
| 35   | Islândia           | 8.250  | 1       |
| 36   | Hungria            | 8.125  | 1       |
| 37   | Macedônia do Norte | 7.500  | 1       |

| Pos. | Associações          | Coef. | Equipes |
| ---- | -------------------- | ----- | ------- |
| 38   | Finlândia            | 6.900 | 1       |
| 39   | Irlanda              | 6.700 | 1       |
| 40   | Bósnia e Herzegovina | 6.625 | 1       |
| 41   | Letônia              | 5.625 | 1       |
| 42   | Estônia              | 5.500 | 1       |
| 43   | Lituânia             | 5.375 | 1       |
| 44   | Montenegro           | 5.000 | 1       |
| 44   | Geórgia              | 5.000 | 1       |
| 46   | Armênia              | 4.875 | 1       |
| 47   | Malta                | 4.500 | 1       |
| 48   | Luxemburgo           | 4.375 | 1       |
| 49   | Irlanda do Norte     | 4.250 | 1       |
| 50   | País de Gales        | 3.875 | 1       |
| 51   | Ilhas Faroe          | 3.750 | 1       |
| 52   | Gibraltar            | 3.000 | 1       |
| 53   | Andorra              | 1.331 | 1       |
| 54   | San Marino           | 0.499 | 1       |
| 55   | Kosovo               | 0.000 | 1       |

## Equipes classificadas
A posição no campeonato nacional é mostrado entre parêntesis.
LC: Detentor do título da Liga dos Campeões

LE: Detentor do título da Liga Europa
| Fase de grupos            | Fase de grupos         | Fase de grupos           | Fase de grupos           |
| ------------------------- | ---------------------- | ------------------------ | ------------------------ |
| Liverpool (LC)            | Tottenham (4°)         | RB Leipzig (3º)          | Benfica (1º)             |
| Chelsea (LE)              | Juventus (1º)          | Bayer Leverkusen (4º)    | Shakhtar Donetsk (1º)    |
| Barcelona (1º)            | Napoli (2°)            | Paris Saint-Germain (1º) | Genk (1º)                |
| Atlético de Madrid (2°)   | Atalanta (3º)          | Lille (2º)               | Galatasaray (1º)         |
| Real Madrid (3º)          | Internazionale (4º)    | Lyon (3º)                | Red Bull Salzburg (1º)   |
| Valencia (4º)             | Bayern de Munique (1º) | Zenit (1º)               |                          |
| Manchester City (1º)      | Borussia Dortmund (2°) | Lokomotiv Moscou (2°)    |                          |
| Play-off                  |                        |                          |                          |
| Caminho dos Campeões      | Caminho dos Campeões   | Caminho da Liga          | Caminho da Liga          |
| Young Boys (1º)           | Slavia Praha (1º)      |                          |                          |
| Terceira pré-eliminatória |                        |                          |                          |
| Caminho dos Campeões      | Caminho dos Campeões   | Caminho da Liga          | Caminho da Liga          |
| Ajax (1º)                 | PAOK (1º)              | Krasnodar (3º)           | Brugge (2°)              |
|                           |                        | Porto (2°)               | İstanbul Başakşehir (2º) |
| Dínamo de Kiev (2°)       | LASK (2°)              |                          |                          |
| Segunda pré-eliminatória  |                        |                          |                          |
| Caminho dos Campeões      | Caminho dos Campeões   | Caminho da Liga          | Caminho da Liga          |
| Dínamo Zagreb (1º)        | Maccabi Tel Aviv (1º)  | Basel (2°)               | PSV Eindhoven (2°)       |
| København (1º)            | APOEL (1º)             | Viktoria Plzeň (2°)      | Olympiacos (2°)          |
| Primeira pré-eliminatória |                        |                          |                          |
| Cluj (1º)                 | Astana (1º)            | Shkëndija (1º)           | Saburtalo Tbilisi (1º)   |
| Piast Gliwice (1º)        | Rosenborg (1º)         | HJK (1º)                 | Ararat-Armenia (1º)      |
| AIK (1º)                  | Maribor (1º)           | Dundalk (1º)             | Valletta (1º)            |
| Qarabağ (1º)              | Slovan Bratislava (1º) | Sarajevo (1º)            | F91 Dudelange (1º)       |
| Ludogorets Razgrad (1º)   | Sheriff Tiraspol (1º)  | Riga FC (1º)             | Linfield (1º)            |
| Estrela Vermelha (1º)     | Partizani (1º)         | Nõmme Kalju (1º)         | The New Saints (1º)      |
| Celtic (1º)               | Valur (1º)             | Sūduva (1º)              | HB Tórshavn (1º)         |
| BATE Borisov (1º)         | Ferencváros (1º)       | Sutjeska Nikšić (1º)     |                          |
| Rodada preliminar         |                        |                          |                          |
| Lincoln Red Imps (1º)     | FC Santa Coloma (1º)   | Tre Penne (1º)           | Feronikeli (1º)          |

## Calendário
Todos os sorteios são realizados na sede da UEFA em Nyon na Suíça, exceto o sorteio para a fase de grupos que é realizado em Mônaco.
Após a primeira leva de partidas de volta das oitavas de final, a competição foi adiada indefinidamente devido a pandemia de COVID-19 na Europa. Em 17 de junho de 2020 a UEFA a anunciou o calendário revisado para as quartas de final, semifinal e final, que serão disputadas em partidas únicas.
| Fase           | Rodada                    | Data do sorteio               | Partida de ida                                 | Partida de volta                               |
| -------------- | ------------------------- | ----------------------------- | ---------------------------------------------- | ---------------------------------------------- |
| Preliminar     | Rodada premilinar         | 11 de junho de 2019           | 25 de junho de 2019 (rodada semifinal)         | 28 de junho de 2019 (rodada final)             |
| Qualificação   | Primeira pré-eliminatória | 18 de junho de 2019           | 9–10 de julho de 2019                          | 16–17 de julho de 2019                         |
| Qualificação   | Segunda pré-eliminatória  | 19 de junho de 2019           | 23–24 de julho de 2019                         | 30–31 de julho de 2019                         |
| Qualificação   | Terceira pré-eliminatória | 22 de julho de 2019           | 6–7 de agosto de 2019                          | 13 de agosto de 2019                           |
| Play-off       | Rodada de play-off        | 5 de agosto de 2019           | 20–21 de agosto de 2019                        | 27–28 de agosto de 2019                        |
| Fase de grupos | Primeira rodada           | 29 de agosto de 2019 (Mônaco) | 17–18 de setembro de 2019                      | 17–18 de setembro de 2019                      |
| Fase de grupos | Segunda rodada            | 29 de agosto de 2019 (Mônaco) | 1–2 de outubro de 2019                         | 1–2 de outubro de 2019                         |
| Fase de grupos | Terceira rodada           | 29 de agosto de 2019 (Mônaco) | 22–23 de outubro de 2019                       | 22–23 de outubro de 2019                       |
| Fase de grupos | Quarta rodada             | 29 de agosto de 2019 (Mônaco) | 5–6 de novembro de 2019                        | 5–6 de novembro de 2019                        |
| Fase de grupos | Quinta rodada             | 29 de agosto de 2019 (Mônaco) | 26–27 de novembro de 2019                      | 26–27 de novembro de 2019                      |
| Fase de grupos | Sexta rodada              | 29 de agosto de 2019 (Mônaco) | 10–11 de dezembro de 2019                      | 10–11 de dezembro de 2019                      |
| Fase final     | Oitavas de final          | 16 de dezembro de 2019        | 18–19 e 25–26 de fevereiro de 2020             | 10–11 e 17–18 de março de 2020                 |
| Fase final     | Quartas de final          | 10 de agosto de 2020          | 12 a 15 de agosto de 2020                      | 12 a 15 de agosto de 2020                      |
| Fase final     | Semifinais                | 10 de agosto de 2020          | 18 e 19 de agosto de 2020                      | 18 e 19 de agosto de 2020                      |
| Fase final     | Final                     | 10 de agosto de 2020          | 23 de agosto de 2020 no Estádio da Luz, Lisboa | 23 de agosto de 2020 no Estádio da Luz, Lisboa |

## Rodadas de qualificação

### Rodada preliminar
Nesta fase as equipes disputaram a vaga na primeira pré-eliminatória em uma espécie de torneio contendo semifinal e final aonde estas vagas foram definidas em uma única partida. Os perdedores desta fase entraram na segunda pré-eliminatória da Liga Europa da UEFA de 2019–20.
O sorteio para esta fase foi realizado em 11 de junho de 2019. A fase semifinal foi disputada em 25 de junho e a fase final em 28 de junho de 2019. Ambas foram disputadas no Estádio Fadil Vokrri em Pristina, Kosovo.
| Equipe 1   | Resultado | Equipe 2         |           |           |           |
| Semifinal  | Semifinal | Semifinal        | Semifinal | Semifinal | Semifinal |
| ---------- | --------- | ---------------- | --------- | --------- | --------- |
| Feronikeli | 1–0       | Lincoln Red Imps |           |           |           |
| Tre Penne  | 0–1       | FC Santa Coloma  |           |           |           |
| Final      |           |                  |           |           |           |
| Feronikeli | 2–1       | FC Santa Coloma  |           |           |           |

### Primeira pré-eliminatória
Um total de 32 equipes jogaram na primeira pré-eliminatória: 31 equipes que participaram nesta eliminatória e o vencedor da rodada preliminar. Os perdedores entraram na segunda pré-eliminatória da Liga Europa da UEFA de 2019–20.
O sorteio para esta fase foi realizado em 18 de junho de 2019. As partidas de ida foram disputadas no dia 9 e de 10 de julho e as de volta em 16 e 17 de julho de 2019.
| Equipe 1          | Total       | Equipe 2           | 1.º jogo | 2.º jogo  |
| ----------------- | ----------- | ------------------ | -------- | --------- |
| Nõmme Kalju       | 2–2 (gf)    | Shkëndija          | 0–1      | 2–1       |
| Sūduva            | 1–2         | Estrela Vermelha   | 0–0      | 1–2       |
| Ararat-Armenia    | 3–4         | AIK                | 2–1      | 1–3       |
| Astana            | 2–3         | Cluj               | 1–0      | 1–3       |
| Ferencváros       | 5–3         | Ludogorets Razgrad | 2–1      | 3–2       |
| Partizani         | 0–2         | Qarabağ            | 0–0      | 0–2       |
| Slovan Bratislava | 2–2 (2–3 p) | Sutjeska Nikšić    | 1–1      | 1–1 (pro) |
| Sarajevo          | 2–5         | Celtic             | 1–3      | 1–2       |
| Sheriff Tiraspol  | 3–4         | Saburtalo Tbilisi  | 0–3      | 3–1       |
| F91 Dudelange     | 3–3 (gf)    | Valletta           | 2–2      | 1–1       |
| Linfield          | 0–6         | Rosenborg          | 0–2      | 0–4       |
| Valur             | 0–5         | Maribor            | 0–3      | 0–2       |
| Dundalk           | 0–0 (5–4 p) | Riga FC            | 0–0      | 0–0 (pro) |
| The New Saints    | 3–2         | Feronikeli         | 2–2      | 1–0       |
| HJK               | 5–2         | HB Tórshavn        | 3–0      | 2–2       |
| BATE Borisov      | 3–2         | Piast Gliwice      | 1–1      | 2–1       |

### Segunda pré-eliminatória
A segunda pré-eliminatória é dividida em duas seções distintas: Caminho dos Campeões e Caminho da Liga. As equipes perdedoras em ambas as seções entraram na terceira pré-eliminatória da Liga Europa da UEFA de 2019–20.
O sorteio para esta fase foi realizado em 19 de junho de 2019. As partidas de ida foram disputadas nos dias 23 e 24 de julho e as partidas de volta em 30 e 31 de julho de 2019.
| Equipe 1          | Total    | Equipe 2         | 1.º jogo | 2.º jogo  |
| ----------------- | -------- | ---------------- | -------- | --------- |
| Cluj              | 3–2      | Maccabi Tel Aviv | 1–0      | 2–2       |
| BATE Borisov      | 2–3      | Rosenborg        | 2–1      | 0–2       |
| The New Saints    | 0–3      | København        | 0–2      | 0–1       |
| Ferencváros       | 4–2      | Valletta         | 3–1      | 1–1       |
| Dundalk           | 1–4      | Qarabağ          | 1–1      | 0–3       |
| Saburtalo Tbilisi | 0–5      | Dínamo Zagreb    | 0–2      | 0–3       |
| Celtic            | 7–0      | Nõmme Kalju      | 5–0      | 2–0       |
| Estrela Vermelha  | 3–2      | HJK              | 2–0      | 1–2       |
| Sutjeska Nikšić   | 0–4      | APOEL            | 0–1      | 0–3       |
| Maribor           | 4–4 (gf) | AIK              | 2–1      | 2–3 (pro) |

| Equipe 1       | Total    | Equipe 2   | 1.º jogo | 2.º jogo |
| -------------- | -------- | ---------- | -------- | -------- |
| Viktoria Plzeň | 0–4      | Olympiacos | 0–0      | 0–4      |
| PSV Eindhoven  | 4–4 (gf) | Basel      | 3–2      | 1–2      |

### Terceira pré-eliminatória
A terceira pré-eliminatória é dividida em duas seções distintas: Caminho dos Campeões e Caminho da Liga. As equipes perdedoras no Caminho dos Campeões entraram na rodada de play-off da Liga Europa da UEFA de 2019–20, enquanto que as equipes perdedoras no Caminho da Liga entraram na fase de grupos da Liga Europa da UEFA de 2019–20.
O sorteio para esta fase foi realizado em 22 de julho de 2019. As partidas de ida foram disputadas nos dias 6 e 7 de agosto e as partidas de volta em 13 de agosto de 2019.
| Equipe 1         | Total       | Equipe 2    | 1.º jogo | 2.º jogo  |
| ---------------- | ----------- | ----------- | -------- | --------- |
| Cluj             | 5–4         | Celtic      | 1–1      | 4–3       |
| APOEL            | 3–2         | Qarabağ     | 1–2      | 2–0       |
| PAOK             | 4–5         | Ajax        | 2–2      | 2–3       |
| Dínamo Zagreb    | 5–1         | Ferencváros | 1–1      | 4–0       |
| Estrela Vermelha | 2–2 (7–6 p) | København   | 1–1      | 1–1 (pro) |
| Maribor          | 2–6         | Rosenborg   | 1–3      | 1–3       |

| Equipe 1            | Total    | Equipe 2       | 1.º jogo | 2.º jogo |
| ------------------- | -------- | -------------- | -------- | -------- |
| İstanbul Başakşehir | 0–3      | Olympiacos     | 0–1      | 0–2      |
| Krasnodar           | 3–3 (gf) | Porto          | 0–1      | 3–2      |
| Brugge              | 4–3      | Dínamo de Kiev | 1–0      | 3–3      |
| Basel               | 2–5      | LASK           | 1–2      | 1–3      |

### Rodada de play-off
A rodada de play-off é dividida em duas seções distintas: Caminho dos Campeões e Caminho da Liga. As equipes perdedoras entraram na fase de grupos da Liga Europa da UEFA de 2019–20.

O sorteio para esta fase foi realizado em 5 de agosto de 2019. As partidas de ida foram disputadas nos dias 20 e 21 de agosto e as partidas de volta em 27 e 28 de agosto de 2019.
| Equipe 1      | Total    | Equipe 2         | 1.º jogo | 2.º jogo |
| ------------- | -------- | ---------------- | -------- | -------- |
| Dínamo Zagreb | 3–1      | Rosenborg        | 2–0      | 1–1      |
| Cluj          | 0–2      | Slavia Praha     | 0–1      | 0–1      |
| Young Boys    | 3–3 (gf) | Estrela Vermelha | 2–2      | 1–1      |
| APOEL         | 0–2      | Ajax             | 0–0      | 0–2      |

| Equipe 1   | Total | Equipe 2  | 1.º jogo | 2.º jogo |
| ---------- | ----- | --------- | -------- | -------- |
| LASK       | 1–3   | Brugge    | 0–1      | 1–2      |
| Olympiacos | 6–1   | Krasnodar | 4–0      | 2–1      |

## Fase de grupos
Chelsea

 Tottenham

Times de Madrid

 Atlético de Madrid

 Real Madrid
A fase de grupos conta com 32 times distribuídos em 8 grupos de 4 times cada. Os times se enfrentam em partidas de ida e volta dentro dos seus grupos e os dois primeiros se classificam para às oitavas de final. O terceiro colocado classifica-se para a fase de dezesseis avos da Liga Europa da UEFA de 2019–20. As 32 equipes são divididas em quatro potes com base no ranking da UEFA, com o detentor do título sendo colocado no pote 1 automaticamente. Em cada grupo, as equipes jogam entre si em duelos em casa e fora. As partidas foram marcadas para: 17–18 de setembro, 1–2 de outubro, 22–23 de outubro, 5–6 de novembro, 26–27 de novembro e 10–11 de dezembro de 2019. Os horários até o dia 27 de outubro de 2019 (primeira até terceira rodada) seguem o fuso horário (UTC+2). Depois disso (quarta até sexta rodada) seguem o fuso horário (UTC+1). A novidade ficou por conta da implantação de um novo horário de jogos, que foi atribuído na temporada 2018–19, são dois jogos nas terças e quartas-feiras começando às 18:55, somente na fase de grupos.

### Potes
O sorteio para a fase de grupos foi realizado em Mônaco no dia 29 de agosto de 2019.
| Pote 1              | Coef.   |
| ------------------- | ------- |
| Barcelona           | 138.000 |
| Bayern de Munique   | 128.000 |
| Juventus            | 124.000 |
| Manchester City     | 106.000 |
| Paris Saint-Germain | 103.000 |
| Liverpool           | 91.000  |
| Chelsea             | 87.000  |
| Zenit               | 72.000  |

| Pote 2             | Coef.   |
| ------------------ | ------- |
| Real Madrid        | 146.000 |
| Atlético de Madrid | 127.000 |
| Borussia Dortmund  | 85.000  |
| Napoli             | 80.000  |
| Shakhtar Donetsk   | 80.000  |
| Tottenham          | 78.000  |
| Ajax               | 70.500  |
| Benfica            | 68.000  |

| Pote 3            | Coef.  |
| ----------------- | ------ |
| Lyon              | 61.500 |
| Bayer Leverkusen  | 61.000 |
| Red Bull Salzburg | 54.500 |
| Olympiacos        | 44.000 |
| Valencia          | 37.000 |
| Internazionale    | 31.000 |
| Brugge            | 29.500 |
| Dínamo Zagreb     | 29.500 |

| Pote 4           | Coef.  |
| ---------------- | ------ |
| Lokomotiv Moscou | 28.500 |
| Galatasaray      | 22.500 |
| RB Leipzig       | 22.000 |
| Slavia Praha     | 21.500 |
| Estrela Vermelha | 16.750 |
| Genk             | 14.945 |
| Atalanta         | 14.945 |
| Lille            | 11.699 |

### Grupos
Os vencedores e os segundos classificados do grupo avançaram para as oitavas de final, enquanto os terceiros colocados entraram na Liga Europa da UEFA de 2019–20.
| Legenda                                                                          |
| Classificado às oitavas de final                                                 |
| Classificado à fase de dezesseis avos de final da Liga Europa da UEFA de 2019–20 |
| Eliminado                                                                        |

#### Grupo A
| Pos | Equipe              | Pts | J | V | E | D | GP | GC | SG  |                                  |  | PAR | RMA | BRU | GAL |
| --- | ------------------- | --- | - | - | - | - | -- | -- | --- | -------------------------------- |  | --- | --- | --- | --- |
| 1   | Paris Saint-Germain | 16  | 6 | 5 | 1 | 0 | 17 | 2  | +15 | Classificado às oitavas de final |  | —   | 3–0 | 1–0 | 5–0 |
| 2   | Real Madrid         | 11  | 6 | 3 | 2 | 1 | 14 | 8  | +6  | Classificado às oitavas de final |  | 2–2 | —   | 2–2 | 6–0 |
| 3   | Brugge              | 3   | 6 | 0 | 3 | 3 | 4  | 12 | −8  | Transferido para Liga Europa     |  | 0–5 | 1–3 | —   | 0–0 |
| 4   | Galatasaray         | 2   | 6 | 0 | 2 | 4 | 1  | 14 | −13 | Eliminado                        |  | 0–1 | 0–1 | 1–1 | —   |

#### Grupo B
| Pos | Equipe            | Pts | J | V | E | D | GP | GC | SG  |                                  |  | BAY | TOT | OLY | RSB |
| --- | ----------------- | --- | - | - | - | - | -- | -- | --- | -------------------------------- |  | --- | --- | --- | --- |
| 1   | Bayern de Munique | 18  | 6 | 6 | 0 | 0 | 24 | 5  | +19 | Classificado às oitavas de final |  | —   | 3–1 | 2–0 | 3–0 |
| 2   | Tottenham         | 10  | 6 | 3 | 1 | 2 | 18 | 14 | +4  | Classificado às oitavas de final |  | 2–7 | —   | 4–2 | 5–0 |
| 3   | Olympiacos        | 4   | 6 | 1 | 1 | 4 | 8  | 14 | −6  | Transferido para Liga Europa     |  | 2–3 | 2–2 | —   | 1–0 |
| 4   | Estrela Vermelha  | 3   | 6 | 1 | 0 | 5 | 3  | 20 | −17 | Eliminado                        |  | 0–6 | 0–4 | 3–1 | —   |

#### Grupo C
| Pos | Equipe           | Pts | J | V | E | D | GP | GC | SG  |                                  |  | MC  | ATA | SHK | DZG |
| --- | ---------------- | --- | - | - | - | - | -- | -- | --- | -------------------------------- |  | --- | --- | --- | --- |
| 1   | Manchester City  | 14  | 6 | 4 | 2 | 0 | 16 | 4  | +12 | Classificado às oitavas de final |  | —   | 5–1 | 1–1 | 2–0 |
| 2   | Atalanta         | 7   | 6 | 2 | 1 | 3 | 8  | 12 | −4  | Classificado às oitavas de final |  | 1–1 | —   | 1–2 | 2–0 |
| 3   | Shakhtar Donetsk | 6   | 6 | 1 | 3 | 2 | 8  | 13 | −5  | Transferido para Liga Europa     |  | 0–3 | 0–3 | —   | 2–2 |
| 4   | Dínamo Zagreb    | 5   | 6 | 1 | 2 | 3 | 10 | 13 | −3  | Eliminado                        |  | 1–4 | 4–0 | 3–3 | —   |

#### Grupo D
| Pos | Equipe             | Pts | J | V | E | D | GP | GC | SG |                                  |  | JUV | ATM | LEV | LOM |
| --- | ------------------ | --- | - | - | - | - | -- | -- | -- | -------------------------------- |  | --- | --- | --- | --- |
| 1   | Juventus           | 16  | 6 | 5 | 1 | 0 | 12 | 4  | +8 | Classificado às oitavas de final |  | —   | 1–0 | 3–0 | 2–1 |
| 2   | Atlético de Madrid | 10  | 6 | 3 | 1 | 2 | 8  | 5  | +3 | Classificado às oitavas de final |  | 2–2 | —   | 1–0 | 2–0 |
| 3   | Bayer Leverkusen   | 6   | 6 | 2 | 0 | 4 | 5  | 9  | −4 | Transferido para Liga Europa     |  | 0–2 | 2–1 | —   | 1–2 |
| 4   | Lokomotiv Moscou   | 3   | 6 | 1 | 0 | 5 | 4  | 11 | −7 | Eliminado                        |  | 1–2 | 0–2 | 0–2 | —   |

#### Grupo E
| Pos | Equipe            | Pts | J | V | E | D | GP | GC | SG  |                                  |  | LIV | NAP | SAL | GNK |
| --- | ----------------- | --- | - | - | - | - | -- | -- | --- | -------------------------------- |  | --- | --- | --- | --- |
| 1   | Liverpool         | 13  | 6 | 4 | 1 | 1 | 13 | 8  | +5  | Classificado às oitavas de final |  | —   | 1–1 | 4–3 | 2–1 |
| 2   | Napoli            | 12  | 6 | 3 | 3 | 0 | 11 | 4  | +7  | Classificado às oitavas de final |  | 2–0 | —   | 1–1 | 4–0 |
| 3   | Red Bull Salzburg | 7   | 6 | 2 | 1 | 3 | 16 | 13 | +3  | Transferido para Liga Europa     |  | 0–2 | 2–3 | —   | 6–2 |
| 4   | Genk              | 1   | 6 | 0 | 1 | 5 | 5  | 20 | −15 | Eliminado                        |  | 1–4 | 0–0 | 1–4 | —   |

#### Grupo F
| Pos | Equipe            | Pts | J | V | E | D | GP | GC | SG |                                  |  | BAR | DOR | INT | SLP |
| --- | ----------------- | --- | - | - | - | - | -- | -- | -- | -------------------------------- |  | --- | --- | --- | --- |
| 1   | Barcelona         | 14  | 6 | 4 | 2 | 0 | 9  | 4  | +5 | Classificado às oitavas de final |  | —   | 3–1 | 2–1 | 0–0 |
| 2   | Borussia Dortmund | 10  | 6 | 3 | 1 | 2 | 8  | 8  | 0  | Classificado às oitavas de final |  | 0–0 | —   | 3–2 | 2–1 |
| 3   | Internazionale    | 7   | 6 | 2 | 1 | 3 | 10 | 9  | +1 | Transferido para Liga Europa     |  | 1–2 | 2–0 | —   | 1–1 |
| 4   | Slavia Praha      | 2   | 6 | 0 | 2 | 4 | 4  | 10 | −6 | Eliminado                        |  | 1–2 | 0–2 | 1–3 | —   |

#### Grupo G
| Pos | Equipe     | Pts | J | V | E | D | GP | GC | SG |                                  |  | RBL | LYO | BEN | ZEN |
| --- | ---------- | --- | - | - | - | - | -- | -- | -- | -------------------------------- |  | --- | --- | --- | --- |
| 1   | RB Leipzig | 11  | 6 | 3 | 2 | 1 | 10 | 8  | +2 | Classificado às oitavas de final |  | —   | 0–2 | 2–2 | 2–1 |
| 2   | Lyon       | 8   | 6 | 2 | 2 | 2 | 9  | 8  | +1 | Classificado às oitavas de final |  | 2–2 | —   | 3–1 | 1–1 |
| 3   | Benfica    | 7   | 6 | 2 | 1 | 3 | 10 | 11 | −1 | Transferido para Liga Europa     |  | 1–2 | 2–1 | —   | 3–0 |
| 4   | Zenit      | 7   | 6 | 2 | 1 | 3 | 7  | 9  | −2 | Eliminado                        |  | 0–2 | 2–0 | 3–1 | —   |

1. 1 2  Empatado em pontos de confronto direto (3). Saldo de gols no confronto direto: Benfica +1, Zenit São Petersburgo −1.

#### Grupo H
| Pos | Equipe   | Pts | J | V | E | D | GP | GC | SG  |                                  |  | VAL | CHL | AJX | LIL |
| --- | -------- | --- | - | - | - | - | -- | -- | --- | -------------------------------- |  | --- | --- | --- | --- |
| 1   | Valencia | 11  | 6 | 3 | 2 | 1 | 9  | 7  | +2  | Classificado às oitavas de final |  | —   | 2–2 | 0–3 | 4–1 |
| 2   | Chelsea  | 11  | 6 | 3 | 2 | 1 | 11 | 9  | +2  | Classificado às oitavas de final |  | 0–1 | —   | 4–4 | 2–1 |
| 3   | Ajax     | 10  | 6 | 3 | 1 | 2 | 12 | 6  | +6  | Transferido para Liga Europa     |  | 0–1 | 0–1 | —   | 3–0 |
| 4   | Lille    | 1   | 6 | 0 | 1 | 5 | 4  | 14 | −10 | Eliminado                        |  | 1–1 | 1–2 | 0–2 | —   |

1. 1 2  Pontos de confronto direto: Valência 4, Chelsea 1.

## Fase final
Em 17 de junho de 2020, a UEFA anunciou que as partidas de volta serão disputada entre 7 e 8 de agosto de 2020, com o local a ser decidido entre o estádio da equipe da casa e um estádio neutro em Portugal (no Estádio do Dragão, em Porto, e no Estádio D. Afonso Henriques em Guimarães). Entretanto, em 9 de julho de 2020 a UEFA anunciou que o restantes das partidas das oitavas de final serão disputadas nos locais originalmente propostos.
Seguindo os impactos da pandemia de COVID-19 na Europa as quartas de final, semifinais e final serão disputadas em somente uma partida, com os portões fechados, de 12 a 23 de agosto de 2020, no Estádio da Luz e no Estádio José Alvalade em Lisboa, Portugal.

### Equipes classificadas
| Grupo | Líderes de grupo    | Vice-líderes de grupo |
| ----- | ------------------- | --------------------- |
| A     | Paris Saint-Germain | Real Madrid           |
| B     | Bayern de Munique   | Tottenham             |
| C     | Manchester City     | Atalanta              |
| D     | Juventus            | Atlético de Madrid    |
| E     | Liverpool           | Napoli                |
| F     | Barcelona           | Borussia Dortmund     |
| G     | RB Leipzig          | Lyon                  |
| H     | Valencia            | Chelsea               |

### Esquema
|  | Oitavas de final         | Oitavas de final                     | Oitavas de final    | Oitavas de final    |                                      |                     | Quartas de final    | Quartas de final | Quartas de final | Quartas de final |  |  | Semifinais | Semifinais | Semifinais | Semifinais |  |  | Final | Final | Final | Final |
|  |                          |                                      |                     |                     |                                      |                     |                     |                  |                  |                  |  |  |            |            |            |            |  |  |       |       |       |       |
|  |                          |                                      |                     |                     |                                      |                     |                     |                  |                  |                  |  |  |            |            |            |            |  |  |       |       |       |       |
|  |                          |                                      |                     |                     |                                      |                     |                     |                  |                  |                  |  |  |            |            |            |            |  |  |       |       |       |       |
|  | Tottenham                | 0                                    | 0                   | 0                   |                                      |                     |                     |                  |                  |                  |  |  |            |            |            |            |  |  |       |       |       |       |
|  | Tottenham                | 0                                    | 0                   | 0                   | 13 de agosto – Estádio José Alvalade |                     |                     |                  |                  |                  |  |  |            |            |            |            |  |  |       |       |       |       |
|  | RB Leipzig               | 1                                    | 3                   | 4                   |                                      |                     |                     |                  |                  |                  |  |  |            |            |            |            |  |  |       |       |       |       |
|  | RB Leipzig               | 1                                    | 3                   | 4                   | RB Leipzig                           | RB Leipzig          | RB Leipzig          | 2                |                  |                  |  |  |            |            |            |            |  |  |       |       |       |       |
|  |                          |                                      |                     |                     | RB Leipzig                           | RB Leipzig          | RB Leipzig          | 2                |                  |                  |  |  |            |            |            |            |  |  |       |       |       |       |
|  |                          | Atlético de Madrid                   | Atlético de Madrid  | Atlético de Madrid  | 1                                    |                     |                     |                  |                  |                  |  |  |            |            |            |            |  |  |       |       |       |       |
|  | Atlético de Madrid (pro) | Atlético de Madrid                   | Atlético de Madrid  | Atlético de Madrid  | 1                                    | 1                   | 3                   | 4                |                  |                  |  |  |            |            |            |            |  |  |       |       |       |       |
|  | Atlético de Madrid (pro) |                                      |                     |                     | 18 de agosto – Estádio da Luz        | 1                   | 3                   | 4                |                  |                  |  |  |            |            |            |            |  |  |       |       |       |       |
|  | Liverpool                | 0                                    | 2                   | 2                   |                                      |                     |                     |                  |                  |                  |  |  |            |            |            |            |  |  |       |       |       |       |
|  | Liverpool                | 0                                    | 2                   | 2                   | RB Leipzig                           | RB Leipzig          | RB Leipzig          | 0                |                  |                  |  |  |            |            |            |            |  |  |       |       |       |       |
|  |                          |                                      |                     |                     | RB Leipzig                           | RB Leipzig          | RB Leipzig          | 0                |                  |                  |  |  |            |            |            |            |  |  |       |       |       |       |
|  |                          | Paris Saint-Germain                  | Paris Saint-Germain | Paris Saint-Germain | 3                                    |                     |                     |                  |                  |                  |  |  |            |            |            |            |  |  |       |       |       |       |
|  | Atalanta                 | Paris Saint-Germain                  | Paris Saint-Germain | Paris Saint-Germain | 3                                    | 4                   | 4                   | 8                |                  |                  |  |  |            |            |            |            |  |  |       |       |       |       |
|  | Atalanta                 | 12 de agosto – Estádio da Luz        |                     |                     |                                      | 4                   | 4                   | 8                |                  |                  |  |  |            |            |            |            |  |  |       |       |       |       |
|  | Valencia                 | 1                                    | 3                   | 4                   |                                      |                     |                     |                  |                  |                  |  |  |            |            |            |            |  |  |       |       |       |       |
|  | Valencia                 | 1                                    | 3                   | 4                   | Atalanta                             | Atalanta            | Atalanta            | 1                |                  |                  |  |  |            |            |            |            |  |  |       |       |       |       |
|  |                          |                                      |                     |                     | Atalanta                             | Atalanta            | Atalanta            | 1                |                  |                  |  |  |            |            |            |            |  |  |       |       |       |       |
|  |                          | Paris Saint-Germain                  | Paris Saint-Germain | Paris Saint-Germain | 2                                    |                     |                     |                  |                  |                  |  |  |            |            |            |            |  |  |       |       |       |       |
|  | Borussia Dortmund        | Paris Saint-Germain                  | Paris Saint-Germain | Paris Saint-Germain | 2                                    | 2                   | 0                   | 2                |                  |                  |  |  |            |            |            |            |  |  |       |       |       |       |
|  | Borussia Dortmund        |                                      |                     |                     | 23 de agosto – Estádio da Luz        | 2                   | 0                   | 2                |                  |                  |  |  |            |            |            |            |  |  |       |       |       |       |
|  | Paris Saint-Germain      | 1                                    | 2                   | 3                   |                                      |                     |                     |                  |                  |                  |  |  |            |            |            |            |  |  |       |       |       |       |
|  | Paris Saint-Germain      | 1                                    | 2                   | 3                   | Paris Saint-Germain                  | Paris Saint-Germain | Paris Saint-Germain | 0                |                  |                  |  |  |            |            |            |            |  |  |       |       |       |       |
|  |                          |                                      |                     |                     | Paris Saint-Germain                  | Paris Saint-Germain | Paris Saint-Germain | 0                |                  |                  |  |  |            |            |            |            |  |  |       |       |       |       |
|  |                          | Bayern de Munique                    | Bayern de Munique   | Bayern de Munique   | 1                                    |                     |                     |                  |                  |                  |  |  |            |            |            |            |  |  |       |       |       |       |
|  | Real Madrid              | Bayern de Munique                    | Bayern de Munique   | Bayern de Munique   | 1                                    | 1                   | 1                   | 2                |                  |                  |  |  |            |            |            |            |  |  |       |       |       |       |
|  | Real Madrid              | 15 de agosto – Estádio José Alvalade |                     |                     |                                      | 1                   | 1                   | 2                |                  |                  |  |  |            |            |            |            |  |  |       |       |       |       |
|  | Manchester City          | 2                                    | 2                   | 4                   |                                      |                     |                     |                  |                  |                  |  |  |            |            |            |            |  |  |       |       |       |       |
|  | Manchester City          | 2                                    | 2                   | 4                   | Manchester City                      | Manchester City     | Manchester City     | 1                |                  |                  |  |  |            |            |            |            |  |  |       |       |       |       |
|  |                          |                                      |                     |                     | Manchester City                      | Manchester City     | Manchester City     | 1                |                  |                  |  |  |            |            |            |            |  |  |       |       |       |       |
|  |                          | Lyon                                 | Lyon                | Lyon                | 3                                    |                     |                     |                  |                  |                  |  |  |            |            |            |            |  |  |       |       |       |       |
|  | Lyon (gf)                | Lyon                                 | Lyon                | Lyon                | 3                                    | 1                   | 1                   | 2                |                  |                  |  |  |            |            |            |            |  |  |       |       |       |       |
|  | Lyon (gf)                |                                      |                     |                     | 19 de agosto – Estádio José Alvalade | 1                   | 1                   | 2                |                  |                  |  |  |            |            |            |            |  |  |       |       |       |       |
|  | Juventus                 | 0                                    | 2                   | 2                   |                                      |                     |                     |                  |                  |                  |  |  |            |            |            |            |  |  |       |       |       |       |
|  | Juventus                 | 0                                    | 2                   | 2                   | Lyon                                 | Lyon                | Lyon                | 0                |                  |                  |  |  |            |            |            |            |  |  |       |       |       |       |
|  |                          |                                      |                     |                     | Lyon                                 | Lyon                | Lyon                | 0                |                  |                  |  |  |            |            |            |            |  |  |       |       |       |       |
|  |                          | Bayern de Munique                    | Bayern de Munique   | Bayern de Munique   | 3                                    |                     |                     |                  |                  |                  |  |  |            |            |            |            |  |  |       |       |       |       |
|  | Napoli                   | Bayern de Munique                    | Bayern de Munique   | Bayern de Munique   | 3                                    | 1                   | 1                   | 2                |                  |                  |  |  |            |            |            |            |  |  |       |       |       |       |
|  | Napoli                   | 14 de agosto – Estádio da Luz        |                     |                     |                                      | 1                   | 1                   | 2                |                  |                  |  |  |            |            |            |            |  |  |       |       |       |       |
|  | Barcelona                | 1                                    | 3                   | 4                   |                                      |                     |                     |                  |                  |                  |  |  |            |            |            |            |  |  |       |       |       |       |
|  | Barcelona                | 1                                    | 3                   | 4                   | Barcelona                            | Barcelona           | Barcelona           | 2                |                  |                  |  |  |            |            |            |            |  |  |       |       |       |       |
|  |                          |                                      |                     |                     | Barcelona                            | Barcelona           | Barcelona           | 2                |                  |                  |  |  |            |            |            |            |  |  |       |       |       |       |
|  |                          | Bayern de Munique                    | Bayern de Munique   | Bayern de Munique   | 8                                    |                     |                     |                  |                  |                  |  |  |            |            |            |            |  |  |       |       |       |       |
|  | Chelsea                  | Bayern de Munique                    | Bayern de Munique   | Bayern de Munique   | 8                                    | 0                   | 1                   | 1                |                  |                  |  |  |            |            |            |            |  |  |       |       |       |       |
|  | Chelsea                  |                                      |                     |                     |                                      | 0                   | 1                   | 1                |                  |                  |  |  |            |            |            |            |  |  |       |       |       |       |
|  | Bayern de Munique        | 3                                    | 4                   | 7                   |                                      |                     |                     |                  |                  |                  |  |  |            |            |            |            |  |  |       |       |       |       |
|  | Bayern de Munique        | 3                                    | 4                   | 7                   |                                      |                     |                     |                  |                  |                  |  |  |            |            |            |            |  |  |       |       |       |       |

### Oitavas de final
O sorteio das oitavas de final foi realizado em 16 de dezembro de 2019 na sede da UEFA em Nyon na Suíça.
As partidas de ida foram disputadas em 18, 19, 25 e 26 de fevereiro e as partidas de volta em 10, 11, 17 e 18 de março de 2020. O horário das partidas seguem o fuso (UTC+1)
Os jogos de ida foram disputados nos dias 18, 19, 25 e 26 de fevereiro, e parte dos jogos de volta foram disputados nos dias 9 e 10 de março. Devido a preocupações com a pandemia de COVID-19 na Europa, os jogos restantes foram adiados pela UEFA em 13 de março de 2020.
Em 17 de junho de 2020, a UEFA anunciou que as partidas de volta serão disputadas entre 7 e 8 de agosto de 2020, com o local a ser decidido entre o estádio da equipe da casa e um estádio neutro em Portugal (no Estádio do Dragão, em Porto, e no Estádio D. Afonso Henriques em Guimarães). Entretanto, em 9 de julho de 2020 a UEFA anunciou que o restantes das partidas das oitavas de final serão disputadas nos locais originalmente propostos.
| Equipe 1           | Total    | Equipe 2            | 1.º jogo | 2.º jogo  |
| ------------------ | -------- | ------------------- | -------- | --------- |
| Borussia Dortmund  | 2–3      | Paris Saint-Germain | 2–1      | 0–2       |
| Real Madrid        | 2–4      | Manchester City     | 1–2      | 1–2       |
| Atalanta           | 8–4      | Valencia            | 4–1      | 4–3       |
| Atlético de Madrid | 4–2      | Liverpool           | 1–0      | 3–2 (pro) |
| Chelsea            | 1–7      | Bayern de Munique   | 0–3      | 1–4       |
| Lyon               | 2–2 (gf) | Juventus            | 1–0      | 1–2       |
| Tottenham          | 0–4      | RB Leipzig          | 0–1      | 0–3       |
| Napoli             | 2–4      | Barcelona           | 1–1      | 1–3       |

### Quartas de final
O sorteio das quartas de final foi realizado em 10 de julho de 2020 na sede da UEFA em Nyon na Suíça. Também foi definido os confrontos das semifinais e o time "mandante" da final para fins administrativos. Seguindo os impactos da pandemia de COVID-19 na Europa as quartas de final, semifinais e final foram disputadas em somente uma partida, com os portões fechados, de 12 a 23 de agosto de 2020, no Estádio da Luz e no Estádio José Alvalade em Lisboa, Portugal.
| Equipe 1        | Resultado | Equipe 2            |
| --------------- | --------- | ------------------- |
| Manchester City | 1–3       | Lyon                |
| RB Leipzig      | 2–1       | Atlético de Madrid  |
| Barcelona       | 2–8       | Bayern de Munique   |
| Atalanta        | 1–2       | Paris Saint-Germain |

### Semifinais
O sorteio das semifinais foi realizado em 10 de julho de 2020 (após o sorteio das quartas de final) na sede da UEFA em Nyon na Suíça.
| Equipe 1   | Resultado | Equipe 2            |
| ---------- | --------- | ------------------- |
| Lyon       | 0–3       | Bayern de Munique   |
| RB Leipzig | 0–3       | Paris Saint-Germain |

### Final
A final foi disputada em 23 de agosto de 2020 no Estádio da Luz em Lisboa, Portugal.
| 23 de agosto de 2020 | Paris Saint-Germain | 0 – 1     | Bayern de Munique | Estádio da Luz, Lisboa                 |
| 20:00 (UTC+1)        |                     | Relatório | Coman 59'         | Público: 0 Árbitro: ITA Daniele Orsato |

## Premiação
| Liga dos Campeões da UEFA de 2019–20   |
| Alemanha                               |
| -------------------------------------- |
| Bayern de Munique Campeão (6.º título) |

## Estatísticas
Gols e assistências contabilizados a partir da fase de grupos, excluindo as fases de qualificação.
 Atualizado em 11 de março de 2020
| Pos. | Jogador            | Time                                | Gols | Tempo jogando |
| ---- | ------------------ | ----------------------------------- | ---- | ------------- |
| 1    | Robert Lewandowski | Bayern de Munique                   | 15   | 887'          |
| 2    | Erling Haaland     | Red Bull Salzburg Borussia Dortmund | 10   | 554'          |
| 3    | Serge Gnabry       | Bayern de Munique                   | 9    | 767'          |
| 4    | Harry Kane         | Tottenham                           | 6    | 450'          |
| 4    | Dries Mertens      | Napoli                              | 6    | 586'          |
| 4    | Gabriel Jesus      | Manchester City                     | 6    | 590'          |
| 4    | Memphis Depay      | Lyon                                | 6    | 594'          |
| 4    | Raheem Sterling    | Manchester City                     | 6    | 599'          |
| 9    | Son Heung-min      | Tottenham                           | 5    | 365'          |
| 9    | Mauro Icardi       | Paris Saint-Germain                 | 5    | 480'          |
| 9    | Josip Iličić       | Atalanta                            | 5    | 516'          |
| 9    | Lautaro Martínez   | Internazionale                      | 5    | 521'          |
| 9    | Luis Suárez        | Barcelona                           | 5    | 567'          |
| 9    | Karim Benzema      | Real Madrid                         | 5    | 643'          |
| 9    | Kylian Mbappé      | Paris Saint-Germain                 | 5    | 652'          |

| Pos. | Jogador            | Equipe              | Assist. | Tempo jogando |
| ---- | ------------------ | ------------------- | ------- | ------------- |
| 1    | Ángel Di María     | Paris Saint-Germain | 6       | 750           |
| 1    | Robert Lewandowski | Bayern de Munique   | 6       | 887           |
| 2    | Hakim Ziyech       | Ajax                | 5       | 499           |
| 2    | Houssem Aouar      | Lyon                | 5       | 625           |
| 2    | Kylian Mbappé      | Paris Saint-Germain | 5       | 652           |
| 3    | Corentin Tolisso   | Bayern de Munique   | 4       | 341           |
| 3    | Riyad Mahrez       | Manchester City     | 4       | 572           |
| 3    | Neymar             | Paris Saint-Germain | 4       | 585           |
| 3    | Roberto Firmino    | Liverpool           | 4       | 629           |
| 3    | Alphonso Davies    | Bayern de Munique   | 4       | 713           |

### Hat-tricks
Um hat-trick é quando um jogador faz três gols em uma única partida.
| Jogador         | Para                | Contra        | Resultado | Data                   | Ref.   |
| --------------- | ------------------- | ------------- | --------- | ---------------------- | ------ |
| Erling Haaland  | Red Bull Salzburg   | Genk          | 6–2       | 17 de setembro de 2019 | [ 28 ] |
| Mislav Oršić    | Dínamo Zagreb       | Atalanta      | 4–0       | 18 de setembro de 2019 | [ 29 ] |
| Raheem Sterling | Manchester City     | Atalanta      | 5–1       | 22 de outubro de 2019  | [ 30 ] |
| Kylian Mbappé   | Paris Saint-Germain | Brugge        | 5–0       | 22 de outubro de 2019  | [ 31 ] |
| Rodrygo         | Real Madrid         | Galatasaray   | 6–0       | 6 de novembro de 2019  | [ 32 ] |
| Arkadiusz Milik | Napoli              | Genk          | 4–0       | 10 de dezembro de 2019 |        |
| Gabriel Jesus   | Manchester City     | Dínamo Zagreb | 4–1       | 11 de dezembro de 2019 |        |

### Poker-tricks
Um Poker-trick é quando um jogador faz quatro gols em uma única partida.
| Jogador            | Para              | Contra           | Resultado | Data                   | Ref.   |
| ------------------ | ----------------- | ---------------- | --------- | ---------------------- | ------ |
| Serge Gnabry       | Bayern de Munique | Tottenham        | 2–7       | 1 de outubro de 2019   | [ 33 ] |
| Robert Lewandowski | Bayern de Munique | Estrela Vermelha | 0–6       | 26 de novembro de 2019 | [ 34 ] |
| Josip Iličić       | Atalanta          | Valencia         | 3–4       | 10 de março de 2020    | [ 35 ] |